# Konstantin Vassiljev
Konstantin Vassiljev   (Tallinn, 16 d'agost de 1984) és un futbolista estonià de la dècada de 2000.
Fou 101 cops internacional amb la selecció d'Estònia.
Pel que fa a clubs, defensà els colors de Amkar Perm i Piast Gliwice, entre d'altres.

## Referències

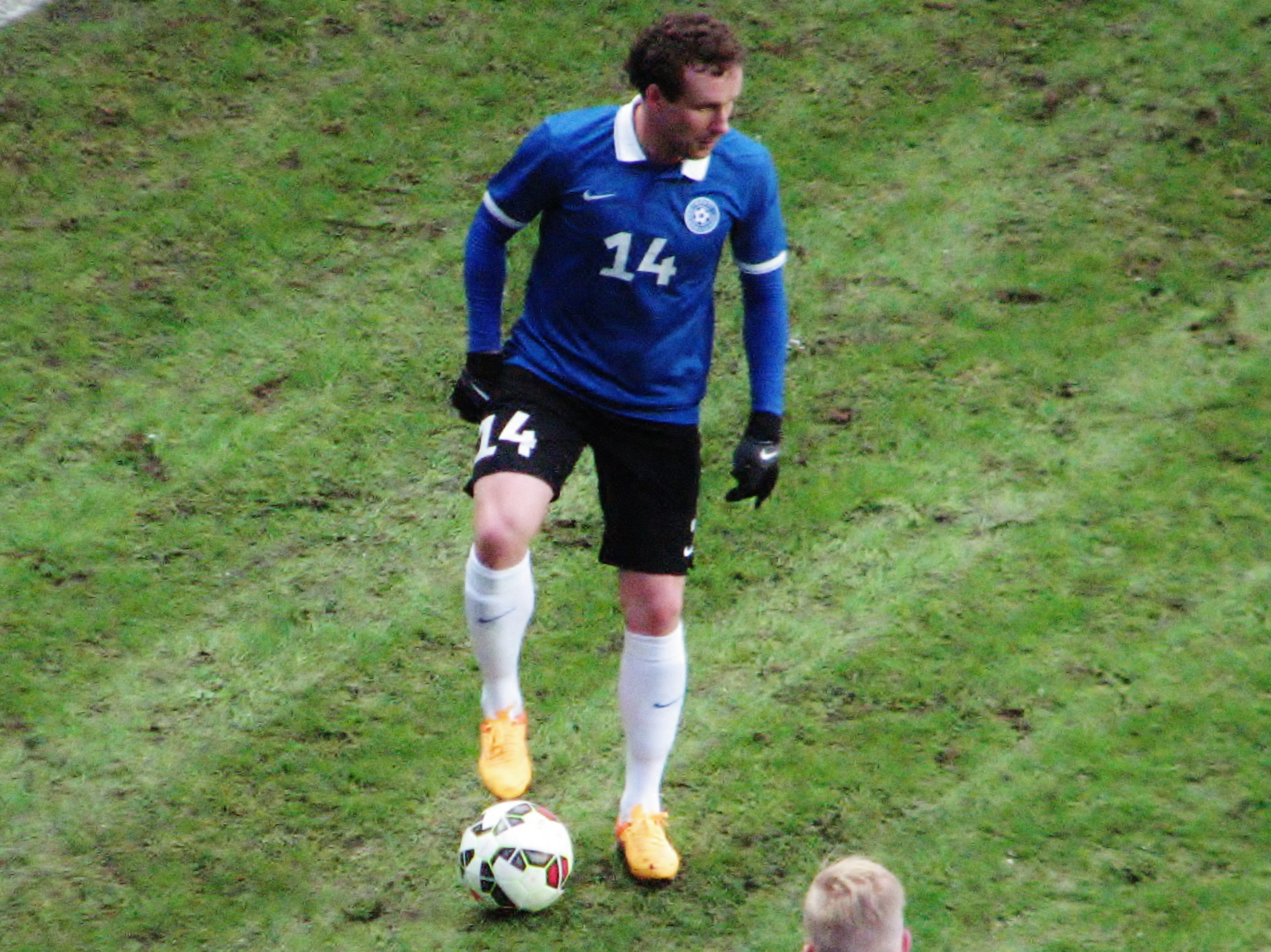
Vassiljev davant Islàndia el 31 de març de 2015.